# ハインツェルメンヒェン

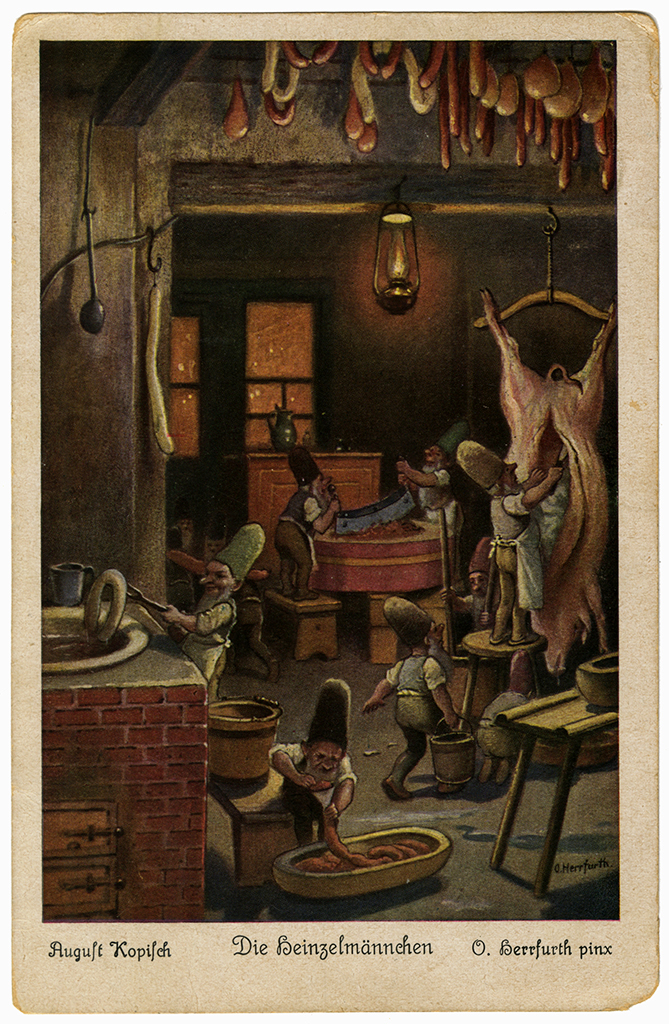
ハインツェルメンヒェン —オスカー・ヘルフルト（画）、はがき（1926年以前の作）

ハインツェルメンヒェン（ドイツ語: Heinzelmännchen; [ˈhaɪntsl̩ˌmɛnçɛn]）は、ドイツのケルン市にまつわるお手伝い精霊（コボルト）の一種。スコットランドの妖精ブラウニーと比較される。
市では、この裸の精霊たちの物語をクリスマスどきに語るのが恒例行事となった。英文解説では「エルフたち」と定訳されることがあるが、これは「小人の靴屋」の小人たち〔ヴィヒテル〕の意味合いであると注釈される。
家の精霊たちは、夜間に勤しんで、ケルン市民が行うはずの様々な仕事を肩代わりして片付けてくれるのだと言われていた。昼間に暇をもてあました市民たちは、怠惰になっていった。しかしその姿は見えなかった。伝説によれば、あるとき、仕立て屋の妻が好奇心を抑えきれず、一目みるために精霊たちの足を滑らせ転倒させるためのエンドウ豆（Erbsen）をばらまいた。精霊たちは憤慨して、皆ケルンから去っていなくなってしまった。それ以降、市民たちは自分の仕事は自分でこなさねばならなくなった。

## 名称

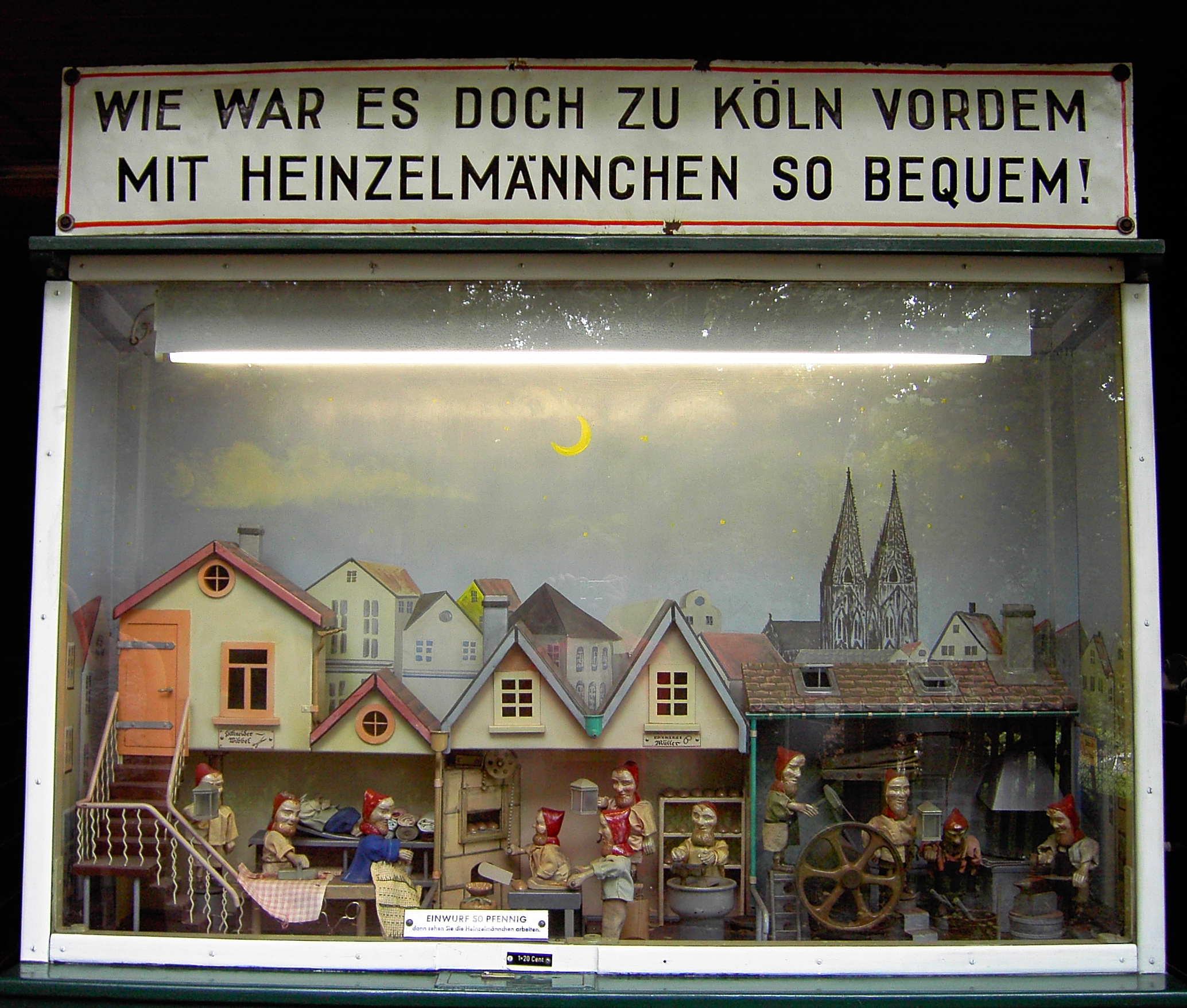
ハインツェルメンヒェンのジオラマ

ヘーネスヒェン（Hänneschen）とは、かつてケルンの人形劇場での定番キャラの名前であった。生粋のケルン方言（Kölsch）であれば、正しい綴りは "Heizemann/Heizemännche"（複数形："Heizemänncher"）であるべきだとされる。ハインツェルメンヒェンというのは標準ドイツ語にあわせた語形なのである。
名前の由来については、二段構えの仮説が、民話学者のマリアンネ・ルンプフ（1976年）によって提唱されている。まず第一に、ハインツェルメンライン（Heinzelmännlein）というマンドレイク人形の俗称が流通していたこと。ここから人形が動いてまわったり、家の精のような存在にみられるようになるという進化があった。第二に、人名のハインツェ（Heize）から転じて、排水用の装置の異称となり、あるいはハインツェンクンスト（Heizenkunst）というような言い回しで、ザクセン州のエルツ山地の鉱業地帯で通っていた。その延長線上、装置操作員のことも、ハインツに呼ばれていたに違いない、とルンプフは経緯を推理した。

## ヴェイデン（1826年）
ハインツェルメンヒェンの伝説を、知られる限り初めて書き起こしたのは、ケルンの教師、エルンスト・ヴェイデン（1805–1869）で、1826年にその作品は発表された。まもなくトマス・カイトリーが英訳を手掛け、1828年刊行『フェアリー神話学』に所収されている。
ヴェイデンの記述は、次のようにはじまる：

| Es mag noch nicht über fünfzig Jahre seyn, daß in Cöln die sogenannten Heinzelmännchen ihr abentheuerliches Wesen trieben. Kleine nackende Männchen waren es, die allerhand thaten, Brodbacken, waschen und dergleichen Hausarbeiten mehrere; so wurde erzählt; doch hatte sie Niemand gesehen | いわゆるハインツェルメンヒェンがまだケルン[に住み]、その冒険譚的な存在を発揮していた頃というのは、ほんのまだ50年前にも満たない。彼らは小さな裸の小人（メンヒェン）で、あらゆる種類の仕事に従事した。パンを焼き、洗い物をするなど家事をやってのけた、と言われている。しかし誰もその姿を見たためしはなかった |
| —Weyden (1826) Cöln's Vorzeit | —訳 |

## コーピッシュの歌謡（1836年）
1836年、画家で詩人のアウグスト・コーピッシュが、ハインツェルメンヒェンについての詩（バラッド）を発表し、1848年の詩集にも再掲、たいへんな人気を博し、コーピッシュの名声は、この詩とカプリの青の洞窟の"再発見"の功により不動のものとなった。
その詩の冒頭の一部をかいつまむと：
| Wie war zu Cölln es doch vordem Mit Heinzelmännchen so bequem! Denn war man faul, ... man legte sich Hin auf die Bank und pflegte sich. Da kamen bei Nacht, eh' man's gedacht, Die Männlein und schwärmten Und klappten und lärmten Und rupften Und zupften Und hüpften und trabten Und putzten und schabten – Und eh' ein Faulpelz noch erwacht, war all sein Tagwerk ... bereits gemacht!... | 往時のケルンは、いったいどんなだったろうか？ ハインツェルメンヒェンのおかげで、どんなに快適だったことだろうか！ 怠け者ならば、寝っ転がっておればよかった ベンチに寝そべって、自分の世話すればよかった すると知らぬ間に、夜の訪れとともに、 小人たちは群がりやってきて、 カタカタとガタガタと音を立て そして摘んで もいで 跳ねるは小走りするは 掃除がけにブラシがけ そして怠け野郎が目覚める前に、 一日の仕事は、もうやり終わり！... |

## 評論
民話学者のマリアンネ・ルンプフ（1976年）は、エルンスト・ヴェイデンが1826年にまとめた記述が、コーピッシュが詩作にもちいた唯一の材料だったと主張した。しかし、その主張は、ヴェイデンが膨大な蔵書を所持していたに比べ、コーピッシュは資料に乏しかった、など憶測が過ぎるとヘリベルト・A・ヒルガースが反論している 。
ヴェイデンがハインツェルメンヒェン物語を再築しようとした試みは1821年頃から始まっていた、とされる。
『ドイツ俗信事典』（HdA）の「コボルト」の項で、筆者のリリー・ヴァイザー＝オールはハインツェルメンヒェンを「H部類 文芸的な名称」に仕分けしており、いわば創作的フォークロアが人口に膾炙したのは事実上、コーピッシュに拠るものとみなしている。

## 大衆文化
ケルンの年次クリスマス行事として、旧市街のアルターマークト（Alter Markt）広場やホイマルクト（Heumarkt）広場にたつクリスマスマーケットでは、ハインツェルメンヒェンをモチーフとして人形で飾り立てるのが好例となっており、「ハインツェルの冬メルヒェン」（Heinzels Wintermärchen）と命名されている。

### 記念碑

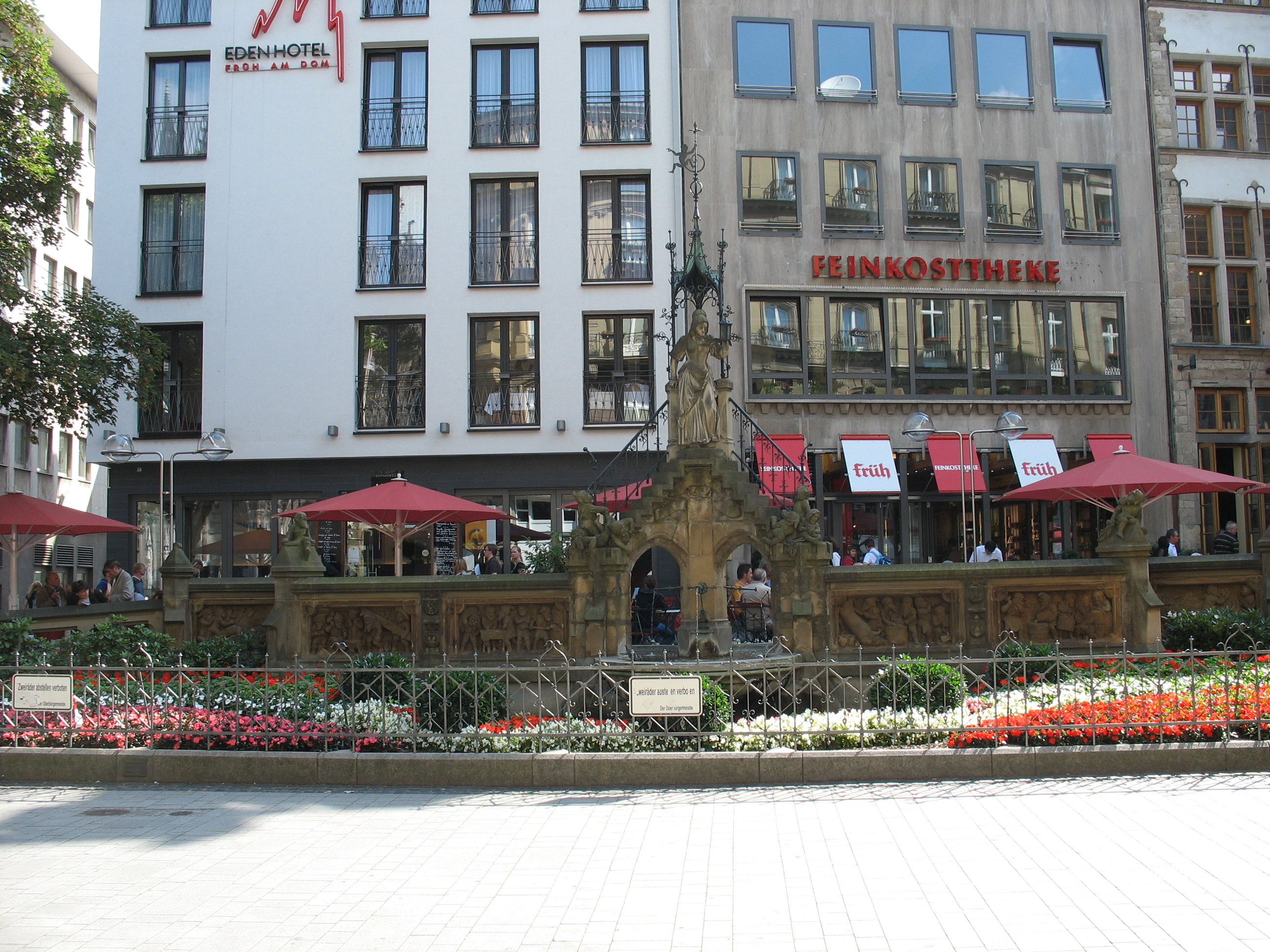
ハインツェルメンヒェン噴水Heinzelmännchenbrunnen

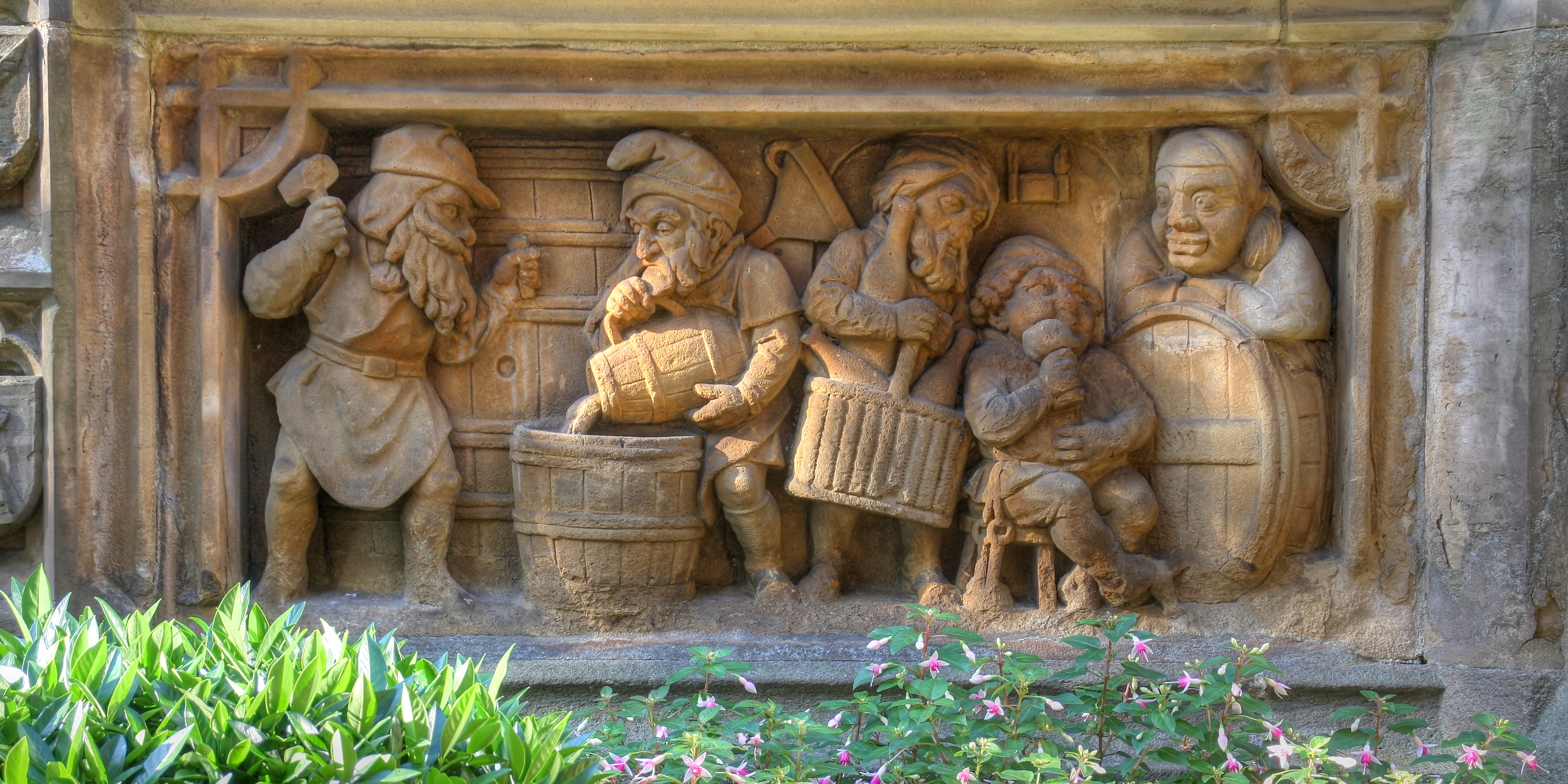
噴水の部分

ケルン市の「ハインツェルメンヒェン噴水」は、アム・ホーフ通り、ケルン大聖堂や「フリュー醸造所」のそばに設置されている。小人らと、仕立て屋の夫人像をあしらった記念碑で、彫刻家ハインリヒ・レナードとその父エドムント・レナード (大)の1897–1900年間の共作。仕立て屋夫人像は複製と交換され、原作の彫刻はケルン武器庫（ツォイクハウス）に展示されている。

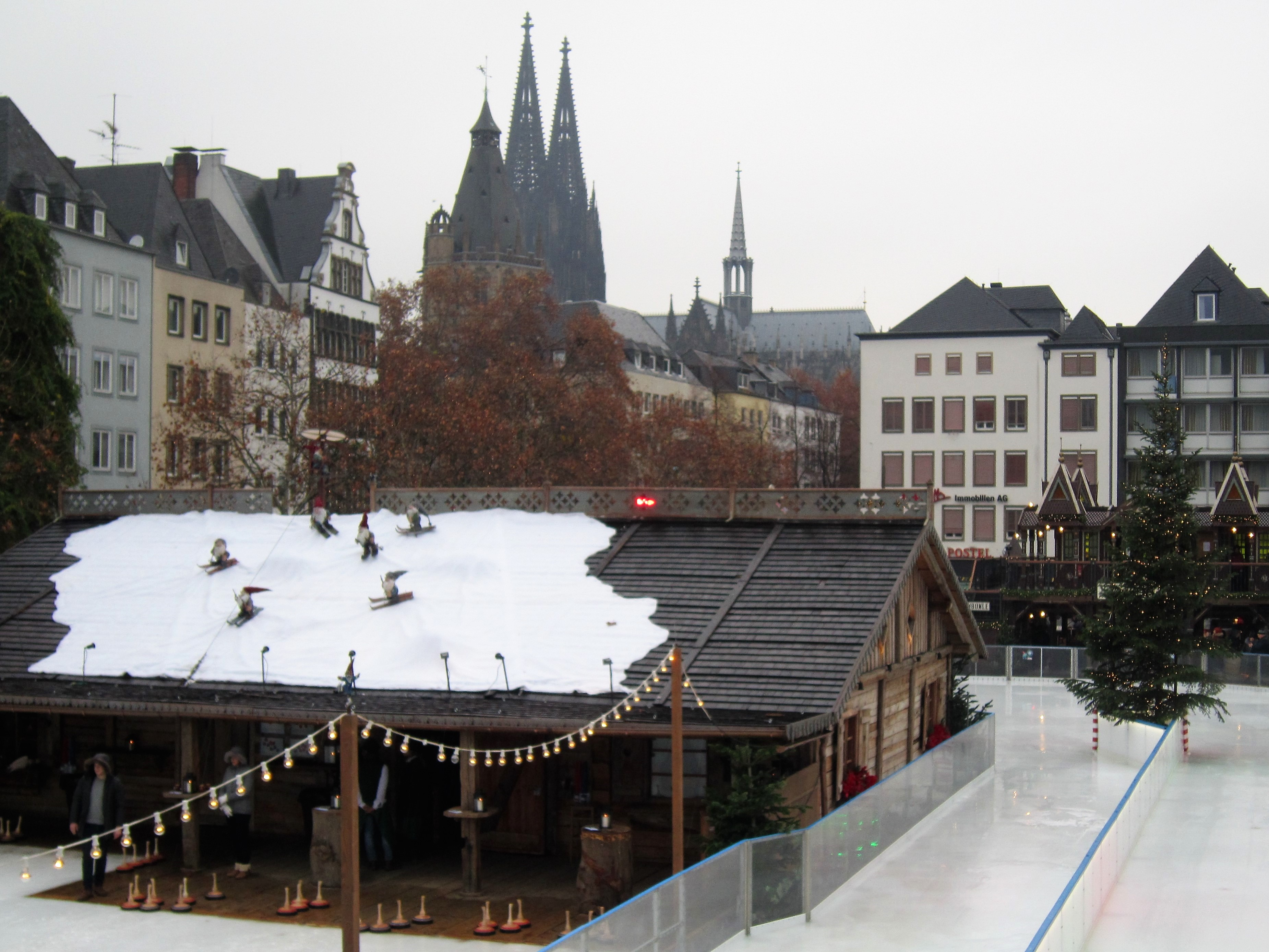
ハインツェルメンヒェンが屋根でスキーする展示―ケルン市のハインツェル・ヴィンターメルヒェン祭

### 音楽化
コーピッシュの歌謡は、ドイツのリート作曲家カール・レーヴェによって楽曲がつけられ1841年に第83作『Die Heinzelmännchen』として発表された
また1944年の謝肉祭用のカーニバル・ソングとして『Heizemänncher』を、ヨハネス・マティアス・フィルメニッヒが作曲している。

## アイレンブルクのマスコット
ザクセン州アイレンブルク市には、この地にまつわる小人伝説（グリム『ドイツ伝説集』第31篇「小びとの民の結婚式」）から、同市版のハインツェルメンヒェンを標榜しており、マスコットとして「ハインツ・エルマン」という言葉遊びのご当地キャラを創作している。